# Марлене Фавела
Марлене Фавела (на испански: Marlene Favela) е мексиканска актриса.

## Биография
Силвия Марлене Фавела Мерас (на испански: Silvia Marlene Favela Meraz) е родена е на 5 август 1976 г. в малкия мексикански град Сантяго Папаскиаро. Навлиза в света на теленовелите на 23-годишна възраст през 1999 г. Висока е 176 см. Марлене е зодия Лъв. Дъщеря е на Силвия Мерас и Фелипе Фавела. Има сестри Лаура дел Кармен (1970), Мабел (1971), Дебора (1991) и брат Алехандро (1969). През 2017 г. се омъжва за бизнесмена Джордж Сийли.

## Филмография
- Осмелявам се да те обичам (Me atrevo a amarte) (2025) – Дебора Мендес
- Проклятието (El maleficio) (2023) – Беатрис Алмасан де Монтес / Беатрис Алмасан де Мартино
- Непобедима любов (El amor invencible) (2023) – Колумба Виляреал де Торенегро
- Бездушната (La desalmada) (2021) – Летисия Лагос де Тоскано
- Да обичам без закон (Por amar sin ley) (2019) – Моника Алмасан/Вероника
- Страст и сила (Pasion y poder) (2015/16) – Нина Перес де Монтенегро
- Господарят на небесата (El Senor de los Cielos) (2-ра част) (2014) – Виктория Наварес
- Лицето на отмъщението (El rostro de la venganza) (2012) – Алисия Ферер/Ева Саманиего
- Страстно сърце (Corazón apasionado) (2011) – Патрисия Кампос
- Наследниците дел Монте (Los herederos Del Monte) (2011) – Паула дел Монте
- Зоро:Шпагата и розата (Zorro: la espada y la rosa) (2007) – Есмералда Санчез де Монкада
- Любов без грим (Amor sin maquillaje) (2007) – Пина
- Срещу вълните на живота (Contra viento y marea) (2005) – Наталия Риос
- Руби (Rubi) (2004) – Соня
- Булчински воал (Velo de novia) (2003) – Анхелес Виясеньор Дел Морал
- Дивата котка (Gata salvaje) (2002/03) – Росаура Риос Оливарес
- Любов и омраза (Entre el amor y el odio) (2002) – Сесилия
- Коледа без край (Navidad sin fin) (2001) – Кукис
- Натрапницата (Мексико) (La Intrusa (Mexico)) 2001 г. – Лупита
- Ангелско личице (Carita de ángel) (2000) – Амбар Ферер
- Къщата на плажа (La casa en la playa) (2000) – Малена Нуньес
- ДКДА: мечтите на младостта (DKDA: Sueños de juventud) (1999 – 2000) – Джина
- Измамени жени (Mujeres engañadas) (1999/2000) – Летисия
- Заради любовта ти (Por tu amor) (1999) – Моника
- Ад в рая (Infierno en el Paraíso) (1999) – Патрисия

## Филми
- Видове 4 (Species – The Awakening) (2007) – Асура